# Дира-Церен
Дира-Церен (њем. Diera-Zehren) општина је у њемачкој савезној држави Саксонија. Једно је од 34 општинска средишта округа Мајсен. Према процјени из 2010. у општини је живјело 3.694 становника. Посједује регионалну шифру (AGS) 14627020.

## Географски и демографски подаци
Дира-Церен се налази у савезној држави Саксонија у округу Мајсен. Општина се налази на надморској висини од 157 метара. Површина општине износи 43,2 km². У самом мјесту је, према процјени из 2010. године, живјело 3.694 становника. Просјечна густина становништва износи 86 становника/km².